# شانگبئی
شانگبئی (به لاتین: Shangbei) یک شهرک در جمهوری خلق چین است که در شهرستان شینگتانگ واقع شده‌است.